# Michael Sheetz
Pour les articles homonymes, voir Sheetz.
Michael Patrick Sheetz est un biologiste cellulaire à l'université Columbia et un professeur émérite et directeur fondateur de Mechanobiology Institute à l'Université nationale de Singapour. Il est pionnier dans la mécanobiologie et la biomécanique.
En 1968, Sheetz a obtenu un baccalauréat universitaire au Albion College et, en 1972, il obtient son Philosophiæ doctor au California Institute of Technology. En 1985 il est devenu professeur de biologie cellulaire et de physiologie à l'université Washington de Saint-Louis dans le Missouri.
Depuis 1990, il est professeur de biologie cellulaire à l'université Columbia. 

## Récompenses
- 2012 : Prix Wiley en sciences biomédicales[1]
- 2012 : Prix Albert-Lasker pour la recherche médicale fondamentale[2]
- 2013 : Prix Massry
- 2014 : Keith R. Porter Lecture de l'American Society for Cell Biology[3]